# Ana Buenaventura Mocoroa
Ana Buenaventura Mocoroa (f. 8 de febrero de 2001) fue una física argentina. Es conocida por sus contribuciones disciplinares en física experimental y su dedicación a mejorar la enseñanza de su disciplina.

## Reseña biográfica
Ana Buenaventura Mocoroa, conocida como Titina, se graduó como Licenciada en Física en 1955 en la Universidad Nacional de La Plata. Realizó cursos teóricos y experimentales de posgrado en la Universidad Nacional de La Plata hasta 1962 bajo la Dirección del Prof. Dr. Horacio Bosch y en la Fysiska Institutionen, Uppsala Universität (1963) bajo la dirección general del Prof. Dr. Bengt Edlén. En 1966 obtuvo el grado de Doctora en Física, en la Universidad Nacional de La Plata. Su tesis doctoral tuvo por título "Theory and Experiment on Nuclear Angular Correlations". Mocoroa estuvo entre las primeras mujeres en conseguir el título de Doctora en Física en Argentina. Posteriormente realizó estudios postdoctorales en la Universidad de Upsala, Suecia.
Se desempeñó como docente de física en varias facultades de la Universidad de la Plata y otras instituciones.
Fue docente de la Facultad de Ciencias Exactas, en las cátedras de Física I y Física II entre 1979 y 1981 y de Física III en 1984. Junto a su esposo Marco Antonio Poggio (1917-1996) dictó clases tanto en la Facultad de Medicina de la UNLP como en la Escuela Naval, dejando un manual de Física general escrito por ambos. También enseñó física moderna.
En la Facultad de Humanidades y Ciencias de la Educación fue designada miembro de la Comisión Interfacultades (Resoluciones 307- 3/10/80 y 308-6/11/80) como representante de la Facultad de Ciencias Exactas, con objetivo de reestructurar los planes de estudios de los profesorados.
Dirigió el grupo integrado por la Dra. Lía Zervino, la Lic. Nieves. Baade y la Ingeniera María Isabel Cotignola, dedicado a la enseñanza de física. Juntas realizaron numerosas presentaciones a congresos y encuentros de enseñanza de física, donde discutían tanto innovaciones en el aula como nuevas propuestas de organización de contenidos. Junto a su equipo, presentó en el año 1997 una propuesta curricular de enseñanza de física para las carreras de ingeniería.
Fue directora de tesis doctoral del físico platense Roberto Mercader, en física nuclear.

## Distinciones
La Universidad Tecnológica Nacional Regional La Plata consideraba a Titina Mocoroa como una valiosa docente. En el año 1995 la designó Profesora Consulta por el plazo de 3 años. En 1998, la UTN homenajeó dando a su nueva Biblioteca el nombre de "Prof. Dra. Ana B. Mocoroa".
Titina Mocoroa era reconocida por sus cualidades como docente, entre las que se destacaban la claridad y el dinamismo. El físico Moisés Silbert la recuerda como un gran estímulo para su carrera:
Los primeros dos años de la Licenciatura fueron mayormente compartidas con estudiantes de Ingeniería, y el objetivo era sobrevivir. A partir del tercer año comencé a cursar las materias específicas de la carrera y mi grado de motivación y compromiso se acrecentó sensiblemente. Fue entonces que una joven Profesora, Ana (Titina) Mocoroa, ya fallecida, tuvo una gran influencia en ayudarme a disciplinar mis estudios. En gran medida le debo a ella el haberme Licenciado. 
La astrónoma Zulema González reconoce en Titina Mocoroa el apoyo para encontrar su verdadera vocación:
Titina Mocoroa, profesora de Exactas, me decía que viniera a trabajar al Observatorio con Carlos Jaschek. Al principio tuve que cursar algunas
materias de astronomía. Siempre me sentí astrónoma.
El docente y divulgador Pablo Della Paolera también la recuerda especialmente.
La física argentina Adriana Calvo menciona a Ana Mocoroa en su testimonio en el Juicio a las Juntas, en el año 1985, donde refiere haberle pedido ayuda en referencia a Inés Ortega y su hijo nacido en cautiverio, desaparecidos en la última dictadura cívico-militar ocurrida en Argentina. La declaración dice: "Inés no volvió con nosotras, nunca más aparecieron ni Inés ni su bebé, ella le puso Leonardo y nació el 12 de marzo de 1977, y estaba en perfectas condiciones y yo, después que salí, fui a la facultad y a través de la doctora MOCOROA, profesora titular de la facultad, le hice llegar a la familia esta noticia, le hice saber que habían tenido un nieto que se llamaba Leonardo".